# Bernard Lédéa Ouédraogo
Bernard Lédéa Ouédraogo (* 1930 in Gourcy, Obervolta, heute Burkina Faso; † 25. Oktober 2017 in Ouagadougou) war ein Lehrer, Aktivist und Politiker aus dem westafrikanischen Staat Burkina Faso.

## Leben
Bereits im Alter von 20 Jahren wurde Ouédraogo Leiter einer Schule. Bald wandte er sich der Landwirtschaft zu, um Bauern und Dorfgemeinschaften zu unterstützen. Um diese Arbeit effektiver zu gestalten, analysierte er die traditionellen dörflichen Strukturen der Mossi und ihre Denk- und Lebensweisen, und erkannte, dass die naam genannten Gruppierungen der dörflichen Jugend aufgrund ihrer Struktur und Zielsetzungen Grundlage einer weiteren Entwicklung darstellen könnten. Er gründete 1967 eine landesweite Naam-Bewegung (fédération nationale des groupements Naam FNGN), die zum heutigen Zeitpunkt etwa 600.000 Menschen umfasst und eine landwirtschaftliche Entwicklungsförderung auf der Basis von Selbsthilfe darstellt. Der Erhalt traditioneller Strukturen und Werte, das Vermeiden von Diskriminierung und die Bündelung der lokalen Kräfte sind Gründe für den Erfolg der Naam-Gruppierungen.
Nach seinem Studium in Frankreich und der Promotion an der Pariser Sorbonne gründete Ouédraogo 1977 gemeinsam mit Bernard Lecomte den Verband 6S (Se servir de la saison sèche en savanne et au Sahel), der sich um die Verbesserung des technischen Know-hows und um die Vermittlung zwischen Bauern, Regierungsbeamten und Entwicklungshilfeorganisationen bemüht.
Ouédraogo ist außerdem Präsident des Radiosenders La Voix du paysan, der mit den Naam-Gruppen kooperiert und der Information und Bildung der bäuerlichen Landbevölkerung dient. 1995 wurde Ouédraogo zum Bürgermeister von Ouahigouya gewählt und 2003 Abgeordneter der Nationalversammlung für die Regierungspartei CDP.
Ende 2006 sprach die CDP eine Rüge gegen Ouédraogo aus, da er dazu aufgerufen haben soll, die Partei Alliance pour la Démocratie et la Fédération - Rassemblement Démocratique Africain (ADF-RDA) zu unterstützen. Ouédraogo kündigte daraufhin an, bei den Parlamentswahlen 2007 nicht mehr antreten zu wollen. Parteiinterne Streitigkeiten zwischen Bernard Lédéa Ouédraogo, dem Parlamentsabgeordneten Tasséré Ouédraogo und Salif Diallo, dem burkinischen Landwirtschaftsminister waren Ursache für die Krise der Partei in der Region Nord.

## Auszeichnungen
- 1987 Aufnahme in die globale UN-Ehrenliste für Umweltkämpfer
- 1989 Africa Prize for Leadership for the Sustainable End of Hunger
- 1990 Right Livelihood Award für die Förderung der Bewegung Naam und die Gründung des Verbandes 6S in Burkina Faso

## Werke
- Comment permettre aux jeunes et aux femmes de la zone de savanne de s'équiper en réalisant des activités collectives de saison sèche. UMI, Ann Arbor 1980
- Entraide villageoise de développement. L'Harmattan, Paris 1990, ISBN 2-7384-0566-5